# Portskanning
Portskanning innebär att söka av ett antal datorer i ett datornätverk för att avgöra vilka servertjänster som datorerna ger tillgång till. Typiskt är datornätet ett TCP/IP-nätverk, ofta Internet.

## Syfte
Målet med portskanningen kan vara:
- Att upptäcka okända datorer inom en organisation
- Att hitta funktioner och tjänster som omedvetet har lämnats aktiverade

Portskanning kan på detta sätt ingå i kartläggningssteget i en säkerhetsundersökning.
Motivet till skanningen kan vara flera:
- Att öka säkerheten inom sin egen organisation
- Att utforska okända system, andras eller sina egna
- Att utnyttja bristande säkerhet i andras system

## Teknik
Både TCP-protokollet och UDP-protokollet skiljer på olika tjänster genom att numrera dem med ett heltal, en port; Exempelvis kontaktas webbservrar normalt på TCP-port 80, medan e-post-servrar tar emot e-post på TCP-port 25 (SMTP). Vid anslutning till en annan dator måste man ange vilken port som anslutningen ska ske på.
Portskanningen går ut på att skannaren försöker koppla upp sig till portarna på de datorer som ska undersökas. Om den undersökta datorn svarar 
1. att ingen tjänst finns på den aktuella porten
2. eller inte svarar alls

kan skannaren dra slutsatsen att ingen tjänst finns på denna port.
Det mest populära verktyget för att portskanna heter nmap.